# Serafe
Serafe est une entreprise privée chargée de la perception de la redevance audiovisuelle en Suisse à partir du 1er janvier 2019, en remplacement de Billag.

## Description
À la suite de l’acceptation des modifications de la loi sur la radio et la télévision (LRTV) en juin 2015, le peuple suisse a voté pour un changement de système de perception, la redevance de réception dépendante de la possession d’un appareil est ainsi remplacée par une redevance indépendante de la possession d’un appareil de réception. Les données sont fournies à Serafe par les contrôle de l'habitant des cantons dont le nom, le prénom, l'adresse, la date de naissance, le type de ménage et la date d'arrivée au domicile. La transmission des données étant automatique, il n'y a pas besoin de signaler expressément son changement d'adresse à Serafe.

### 2019-2023
La redevance coûte 365 fr par année pour les ménages privés dès le 1 janvier 2019, contre 451 fr précédemment jusqu'au 31 décembre 2018. Les ménages collectifs (entreprises) paient 730fr. Celui qui ne possède ni télévision, ni internet, ni tablette tactile, ni radio, n'est pas tenu de payer la redevance, il doit alors remplir un formulaire adéquat par année pour en être dispensé, possibilité qui est limitée à 5 ans et il peut alors s'exposer à des contrôles. Dès 2021, la redevance coûte 335 CHF pour tous les ménages privés suisses et 670.00 CHF pour les ménages collectifs.

### Dès 2024
Début 2024, l’exonération des ménages sans possibilité de réception (près de 7000 personnes) prend fin et ils devront désormais s’acquitter de la redevance auprès de Serafe, seuls les bénéficiaires de prestations complémentaires et les personnes sourdes ou aveugles restent exemptés.

## Histoire
En 2021, Serafe a remboursé 50fr à tous les ménages pour rembourser la TVA perçue indûment durant la gestion de la redevance par Billag. Toujours en 2021, la redevance baisse de 365fr à 335fr, à la suite d'une décision du conseil fédéral de 2020.
Fin 2023, une initiative populaire fédérale pour une redevance audiovisuelle à 200 francs (au lieu de 335fr pour les ménages privés) a été déposée à Berne. En réaction, le Conseil fédéral propose une redevance à 300fr.
Encore fin 2023, le Tribunal administratif fédéral (Suisse) invalide la manière de percevoir la redevance qui est perçue sur le chiffre d’affaires de l’entreprise dès qu’il atteint 500 000 francs, indépendamment de son bénéfice net et de sa masse salariale.

## Polémiques
Disposant d'une filiale en Nouvelle-Zélande (membre des Five Eyes\ECHELON/UKUSA) afin de travailler 24h/24h, le thème de la sécurité des données a été soulevé afin d'éviter une fuite ou une violation de données et surtout des données personnelles .

## Controverses
En 2024, des révélations de la presse suisse, notamment de la Neue Zürcher Zeitung, ont soulevé une controverse concernant la répartition des bénéfices de Serafe. L'entreprise aurait généré environ 6 millions de francs de bénéfices cette année-là. Une partie de ces bénéfices aurait été reversée sous forme de dividendes à ses actionnaires, notamment ELCA Informatique, une société privée.
Cette situation a suscité des critiques, notamment en raison de la nature publique de la redevance collectée. Des voix se sont élevées pour dénoncer le fait qu’une taxe destinée à financer le service public audiovisuel puisse indirectement profiter à des intérêts privés.